# Panchlora vosseleri
Panchlora vosseleri es una especie de cucaracha del género Panchlora, familia Blaberidae. Fue descrita científicamente por Shelford en 1908.

## Distribución
Habita en Tanzania.